# Shaka Zulu (miniserie televisiva)
Shaka Zulu  è una miniserie televisiva sudafricana in 10 episodi trasmessi per la prima volta nel 1986.
È una miniserie del genere drammatico incentrata sulle vicende (1816-1828) del capo africano degli Zulu, Shaka, interpretato da Henry Cele. La serie è composta da 10 episodi della durata di circa 50 minuti ciascuno ed è basata sul romanzo omonimo di Joshua Sinclair.

## Trama
Africa meridionale anno 1823. Shaka è un giovane sovrano della popolazione Zulu, che grazie alle sue straordinarie doti strategico-militari, è riuscito in meno di dieci anni a conquistare un vasto territorio, e le sue mire espansionistiche sembrano ormai destinate a minacciare le vicine colonie britanniche. Il governatore locale di sua maestà Giorgio IV fa ufficiale richiesta alla madrepatria per un intervento bellico, ma questo viene negato a causa di penuria di sostanze nelle casse dell'impero; tuttavia il sovrano e i suoi consiglieri decidono di inviare una spedizione di esperti militari e scientifico-sanitari, formata dal tenente Francis Farewell, dal medico Henry Fynn, e da vari mercenari. Scopo dell'operazione è quello di effettuare inizialmente un contatto diplomatico col potenziale aggressore, onde scongiurare un conflitto, e così valutare pure la reale forza del suo esercito.
La missione sembra andare a buon fine: presto gli inviati britannici vengono ammessi alla corte di Shaka, dove apprenderanno la sua biografia dai contorni leggendari. Nato da una relazione clandestina tra il principe Zulu Senzangakona  e Nandi, appartenente al popolo Elangeni, viene rifiutato dal padre, cresce perciò maturando contemporaneamente uno straordinario talento per l'arte militare e un profondo desiderio di vendetta nei confronti del genitore, al quale intende chiedere un giorno con la forza il risarcimento per i diritti di successione al trono negatigli. Giunto ormai in età adulta presta servizio negli eserciti di altre tribù, e grazie al proprio carisma suscitato dalla sua intelligenza strategica, nonché dal valore mostrato in battaglia, in breve riesce a diventare generale dell'esercito del popolo Mtetwa. Alla testa di quest'ultimo affronta in armi Senzangakona e le sue truppe, riuscendo a sconfiggerli in uno scontro, nel corso del quale giunge perfino ad uccidere il padre con le sue stesse mani. Divenuto quindi sovrano degli Zulu, non si accontenta e progetta di conquistare un numero crescente di territori appartenenti alle popolazioni limitrofe. Grazie alle sue rivoluzionari tattiche di combattimento, concretizzerà le sue ambizioni instaurando un vasto regno, costituito dalla regione compresa tra i fiumi Phongolo e Mzimkhulu.
Gli inviati britannici giungono proprio mentre si sta apprestando a concretizzare i suoi piani. Gli ospiti stranieri comprendono presto anche il carattere autoritario e paranoico di Shaka. Consigliato e protetto dai riti magici della vecchissima stregona Sitayi dal potere divinatorio, della quale si fida ciecamente, costui paventa costantemente complotti mortali ai suoi danni, nonché la nascita di un suo discendente maschio. Poiché crede che il nuovo erede sarebbe certamente destinato a sua volta a ripetere la lotta per il potere, sorta tra il re-guerriero e il proprio padre, e anche stavolta il conflitto avrebbe un esito fatale per il sovrano in carica.

## Personaggi e interpreti
- Shaka, interpretato da	Henry Cele.
- tenente Francis Farewell, interpretato da Edward Fox.
- dottor Henry Fynn, interpretato da Robert Powell.
- Lord Charles Somerset, interpretato da	Trevor Howard.
- Elizabeth Farewell, interpretata da	Fiona Fullerton.
- Lord Bathurst, interpretato da	Christopher Lee.
- Nandi, interpretato da	Dudu Mkhize.
- George IV, interpretato da	Roy Dotrice.
- Prof. Bramston, interpretato da	Gordon Jackson.
- Zacharias Abrahams, interpretato da	Kenneth Griffith.
- Sitayi, interpretata da Nomsa Xaba
- Senzagakona, interpretato da	Conrad Magwaza.
- Mudli, interpretato da	Patrick Ndlovu.
- Ngomane, interpretato da	Roland Mqwebu.
- Mkabayi, interpretato da	Gugu Nxumalo.
- Pampata, interpretato da	Tu Nokwe.

## Produzione
La serie fu prodotta da Harmony Gold, South African Broadcasting Corporatio e Tele München Fernseh Produktionsgesellschaft e girata in Sudafrica. Le musiche furono composte da David Pollecutt. Tra i registi della serie è accreditato William C. Faure.

## Distribuzione
La serie fu trasmessa in Sud Africa nel 1986 sulla rete televisiva South African Broadcasting Corporation.
In Italia andò in onda in prima tv su Raidue nell'estate del 1987, per dieci domeniche consecutive alle 22:00 circa, dal 28 giugno al 30 agosto, sempre con il titolo Shaka Zulu..

## Episodi
| Stagione       | Episodi | Prima TV Sud Africa |
| -------------- | ------- | ------------------- |
| Prima stagione | 10      | 1986                |